# Pont Festina lente (Sarajevo)

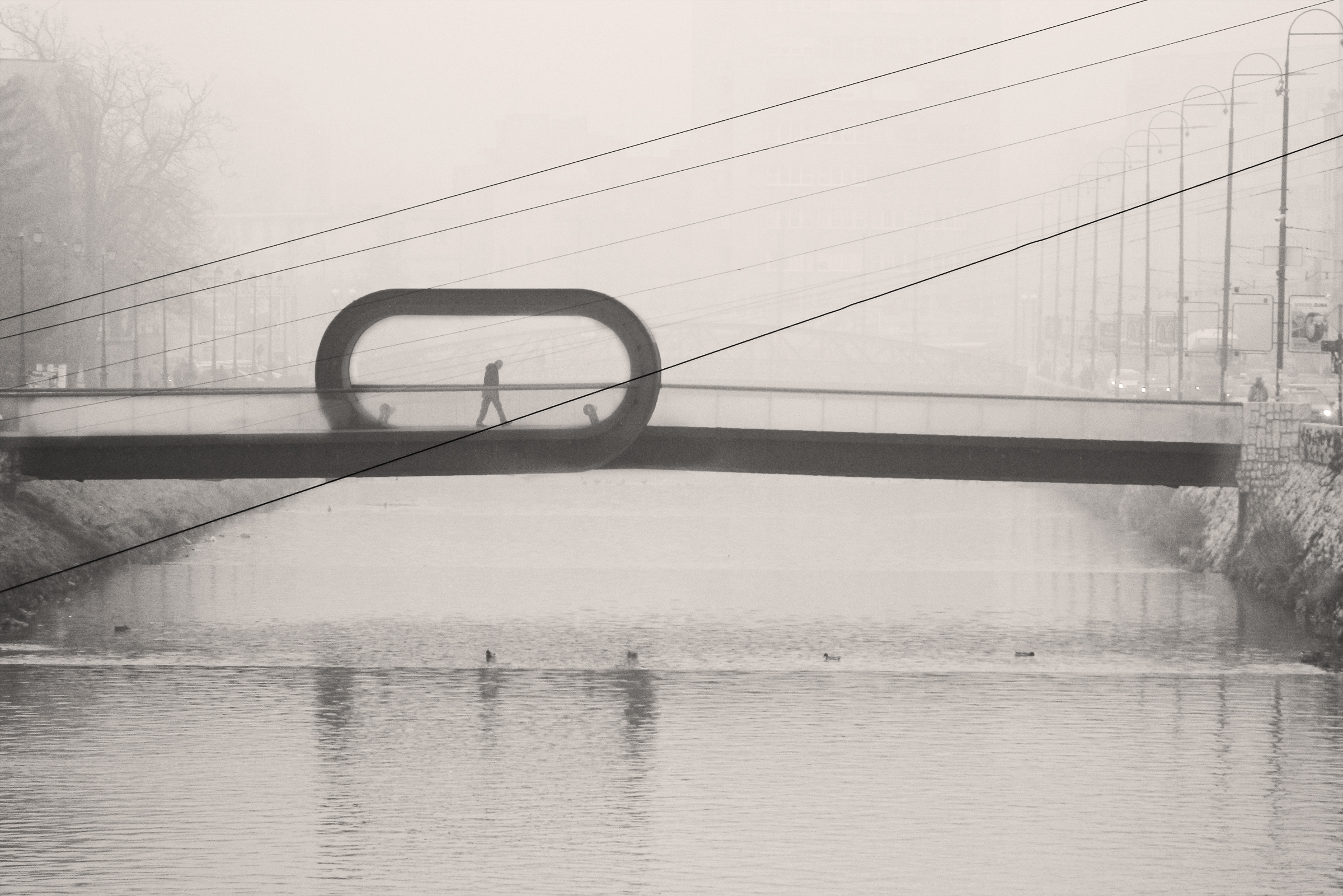
El pont Festina lente (Sarajevo) el desembre de 2015

Festina lente (llatí per "afanya't lentament") és un pont per a vianants sobre el riu Miljacka a Sarajevo. El pont té 38 metres de llarg i presenta un llaç inusual al mig, que suggereix reduir la velocitat i gaudir de la vista. El disseny conceptual del pont va ser creat per tres estudiants de l'Acadèmia de Belles Arts de Sarajevo: Adnan Alagić, Amila Hrustić i Bojana Kanlić. El pont connecta el terraplè Mak Dizdar (a prop de l'Acadèmia) amb el carrer Radićeva. Va ser inaugurat oficialment el 22 d'agost de 2012.